# Midway (film)
Midway är en amerikansk historisk krigsfilm baserad på historien bakom attacken mot Pearl Harbor och det resulterade slaget om Midway under andra världskriget. Filmen är regisserad av Roland Emmerich, som producerade filmen ihop med Harald Kloser, och skriven av Wes Tooke. Filmens roller spelas av Ed Skrein, Patrick Wilson, Luke Evans, Aaron Eckhart, Nick Jonas, Mandy Moore, Dennis Quaid och Woody Harrelson.
Midway hade biopremiär den 8 november 2019 både i USA och i Sverige.

## Rollista
| - Ed Skrein – Löjtnant Richard "Dick" Best - Patrick Wilson – Örlogskapten Edwin T. Layton - Luke Evans – Löjtnant C. Wade McClusky - Woody Harrelson – Amiral Chester W. Nimitz - Aaron Eckhart – Överstelöjtnant James "Jimmy" H. Doolittle - Nick Jonas – Flygmaskinistmästare Bruno Gaido - Etsushi Toyokawa – Amiral Isoroku Yamamoto - Tadanobu Asano – Konteramiral Tamon Yamaguchi - Luke Kleintank – Löjtnant Clarence Earle Dickinson - Jun Kunimura – Viceamiral Chuichi Nagumo - Darren Criss – Löjtnant Eugene Lindsey - Keean Johnson – Flygradiochef James Murray - Mandy Moore – Anne Best - Dennis Quaid – Viceamiral William "Bull" Halsey, Jr. | - Rachael Perrell Fosket – Dagne Layton - Alexander Ludwig – Löjtnant Roy Pearce - Brennan Brown – Kommendörkapten Joseph Rochefort - Geoffrey Blake – John Ford - Kenny Leu – Zhu Xuesan - Jake Manley – Fänrik Willie West - Peter Shinkoda – Kapten Minoru Genda - Mark Rolston – Amiral Ernest King - Jake Weber – Konteramiral Raymond A. Spruance - Eric Davis – Kapten Miles Browning - David Hewlett – Amiral Husband E. Kimmel - Brandon Sklenar – Fänrik George Gay - James Carpinello – Löjtnant William Brockman - Dean Schaller – Jack MacKenzie |